# Ngbaka
Ngbaka, zwani także Mbaka – lud afrykański zamieszkujący północną Demokratyczną Republikę Konga, Kongo i Republikę Środkowoafrykańską. Posługują się językiem ngbaka, należącym do grupy języków ubangi. Ich populację szacuje się na ponad 2,1 mln.

## Kultura
Ngbaka słyną ze swoich tradycyjnych masek. Maski w tej społeczności używane są najczęściej podczas obrzędów inicjacji ganza. Twarze są owalne, wklęsłe, z wydłużonym trójkątnym nosem i wyżłobieniami na czole lub skroniach. Często pokryte kaolinem.

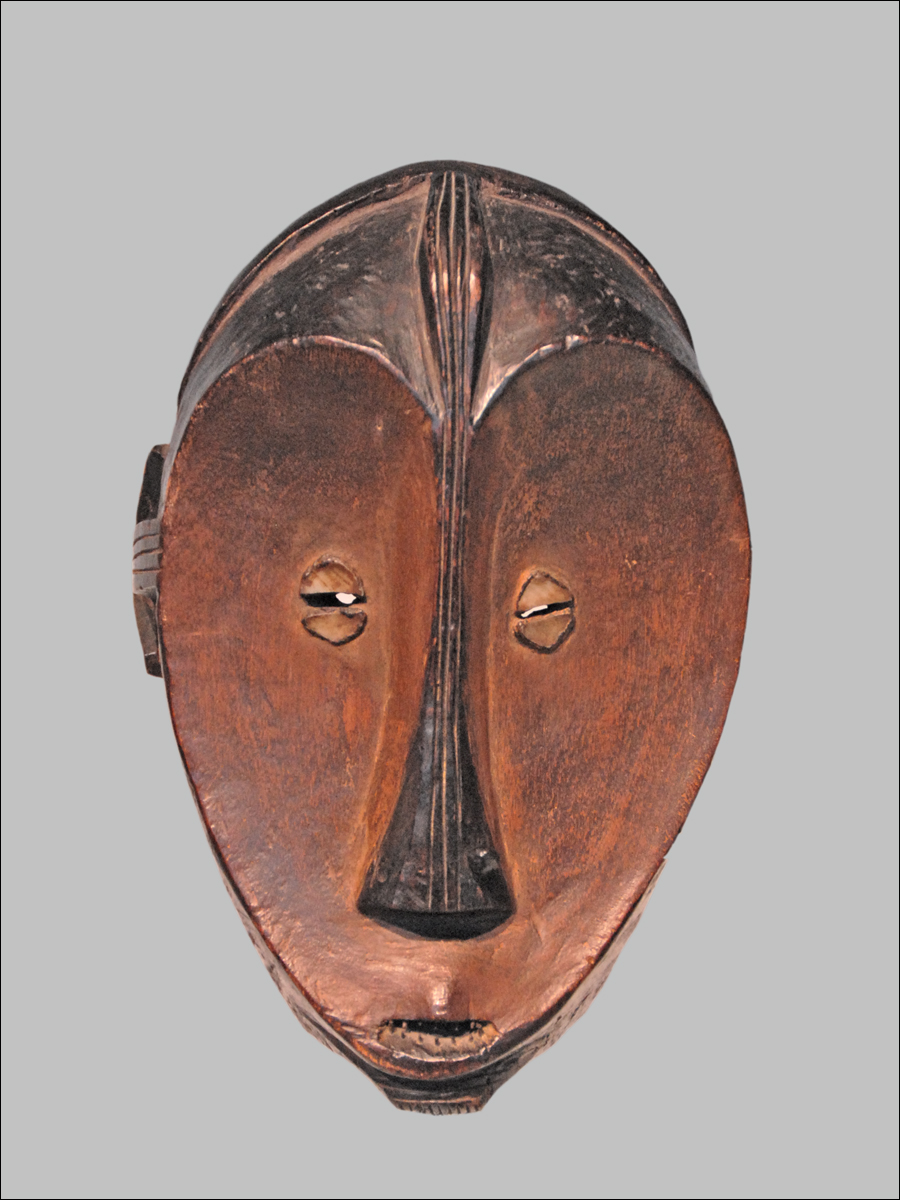
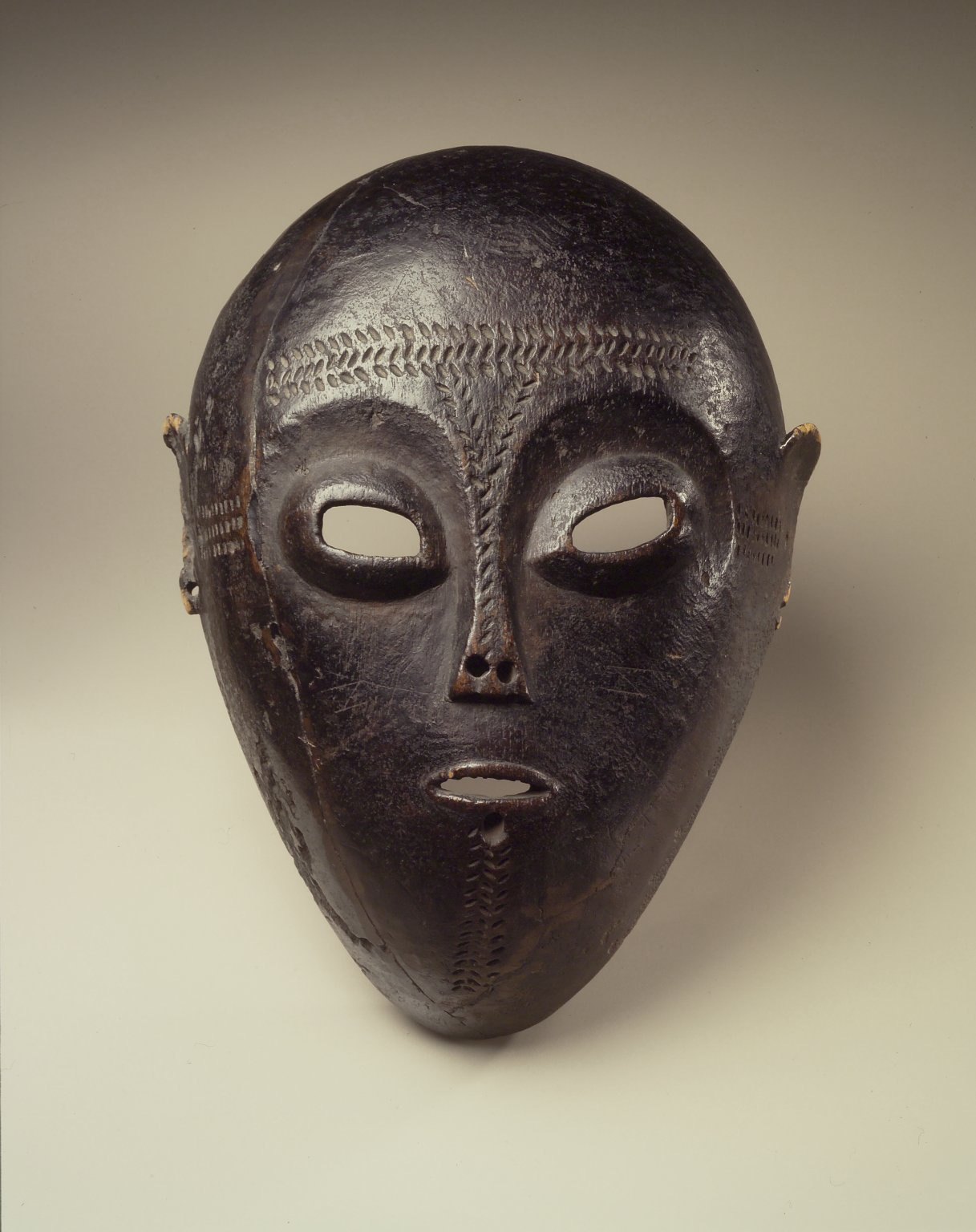
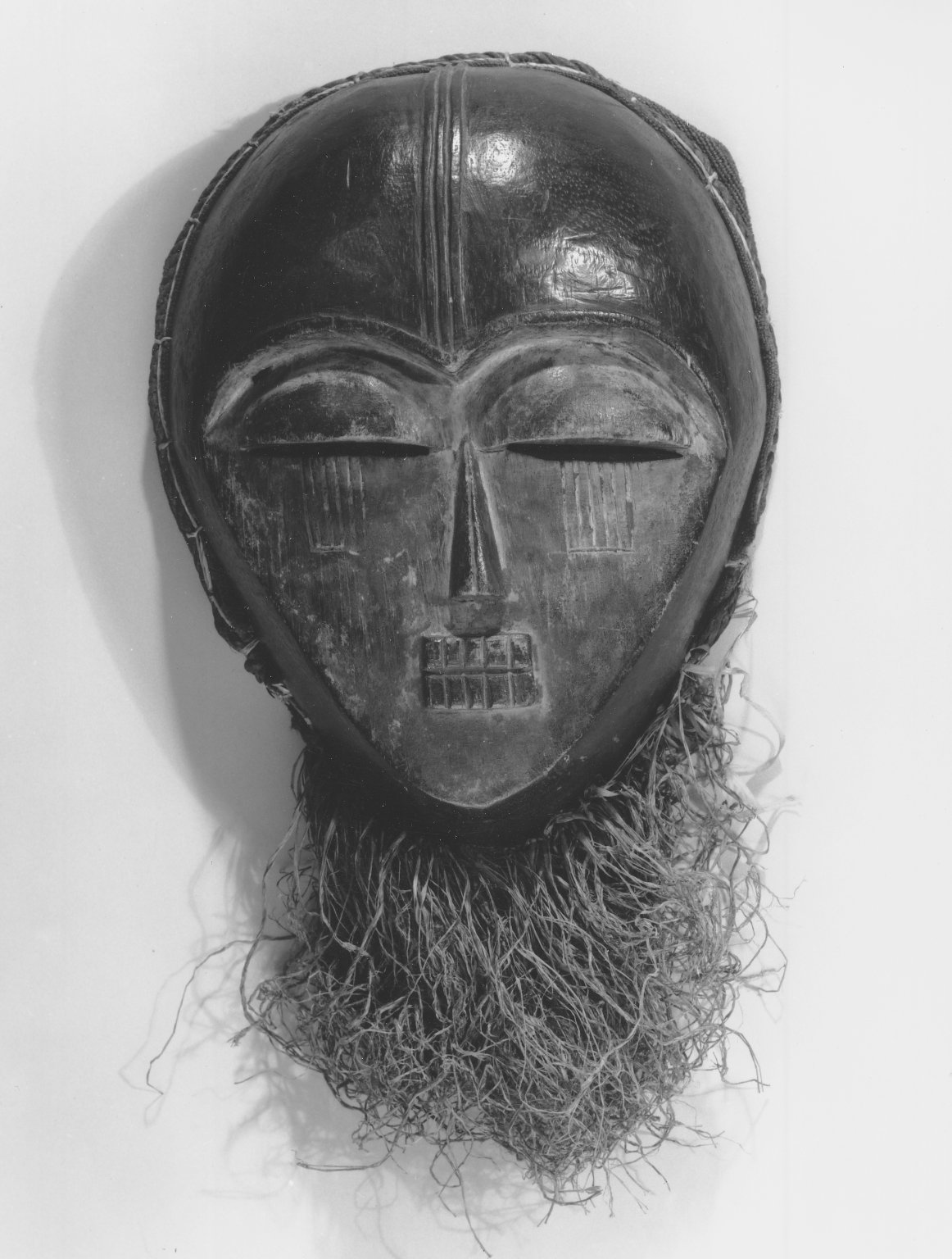
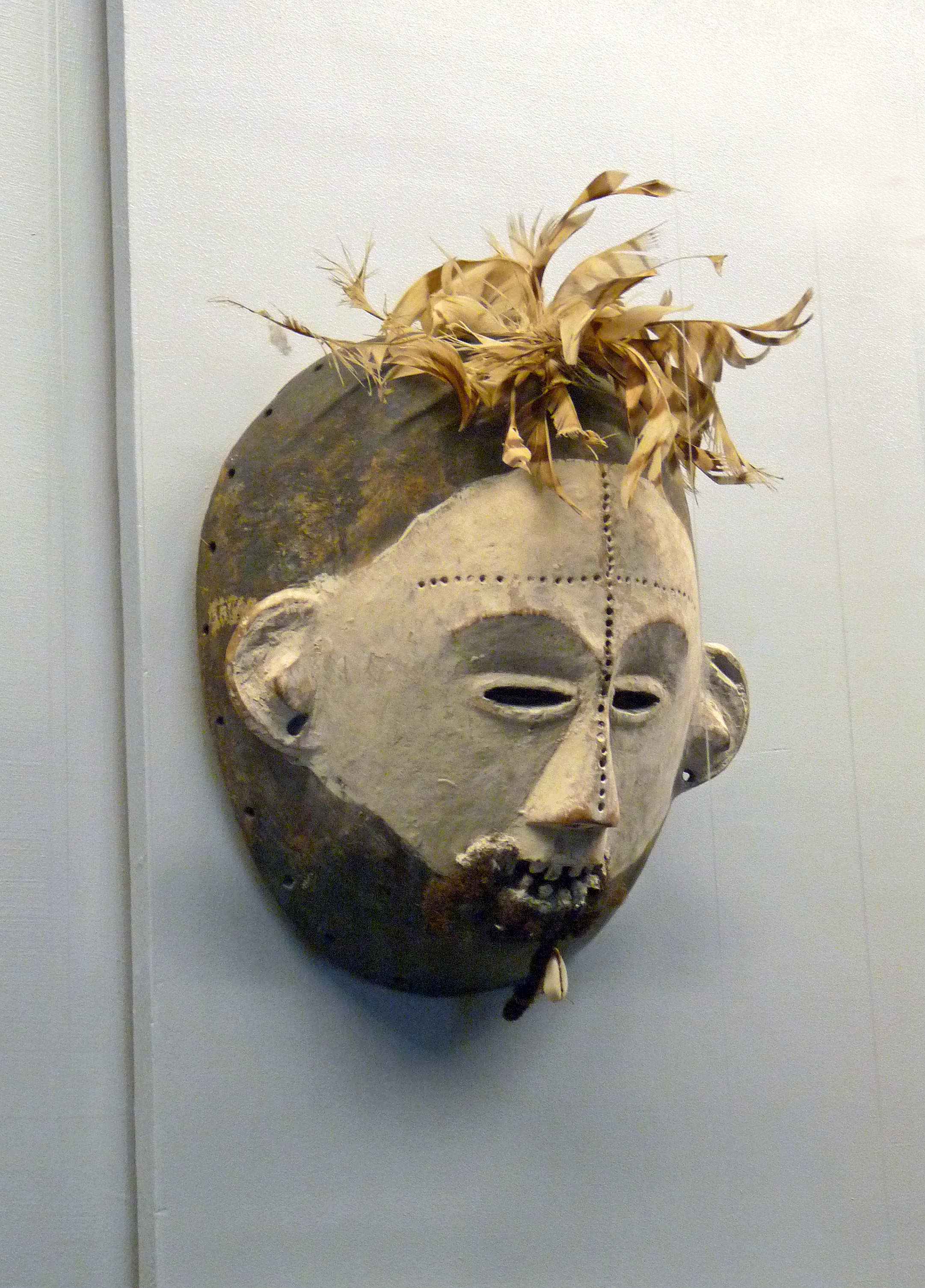